# Nephithea necydaloides
Nephithea necydaloides là một loài bọ cánh cứng trong họ Cerambycidae.